# Parco Centrale del Lago
Il Parco Centrale del Lago, più informalmente Parco Lago dell'EUR o, colloquialmente, Laghetto, è una moderna area verde di Roma al cui interno si trova un bacino artificiale situato alla separazione delle carreggiate di via Cristoforo Colombo, nel quartiere dell'EUR.
Concepito fin dalla nascita dell'EUR nel 1936, ebbe pratica realizzazione solo nel dopoguerra; il laghetto artificiale che sorge al suo interno è chiuso sui due lati più corti, a nord ovest dal palazzo della banca UniCredit e a sud est dalla torre dell'ENI; sul lato verso il mare il laghetto è sovrastato dalla collina sulla cui sommità sorge il Palazzo dello Sport, lungo l'asse ottico di via Cristoforo Colombo, e alla cui base sorgono le cascate che fanno da quinta prospettica al Palazzo.
Il parco occupa una superficie di approssimativamente 160000 m², più o meno equamente suddivisi tra l'area verde e il lago artificiale.

## Storia e dati tecnici
Il progetto dell'EUR 42 — l'Esposizione universale in programma per il 1942 ma che non fu mai realizzata — prevedeva fin dal 1937 un'area adibita a parco allo sdoppiamento delle carreggiate della Via Imperiale (oggi via Cristoforo Colombo).
Sovrastante tale area, concepita come “quinta prospettica” per i visitatori provenienti da Roma, avrebbe dovuto sorgere il cosiddetto Palazzo dell’Acqua e della Luce (mai edificato, e sulla cui area fu invece costruito alla fine degli anni cinquanta il Palazzo dello Sport in vista dei giochi della XVII Olimpiade assegnati a Roma).
Il progetto – che oltre al parco prevedeva anche un acquario – vide coinvolti gli architetti Raffaele De Vico e Marcello Piacentini (quest'ultimo presidente della commissione esaminatrice dei lavori proposti per l'EUR); tale area, in cui era fin da allora previsto un bacino artificiale sebbene non nella conformazione attuale, si inseriva in un progetto più ampio che consisteva nella creazione di otto parchi nel nuovo quartiere.
Il corpo forestale dello Stato fu il soggetto tecnico incaricato dell’imboschimento e del piano esecutivo ad esso collegato.
Il gruppo di lavoro esecutivo, sotto la consulenza di De Vico, si costituì nel 1939, ma l’ingresso dell'Italia in guerra e la caduta del fascismo nel 1943 fermarono i lavori.

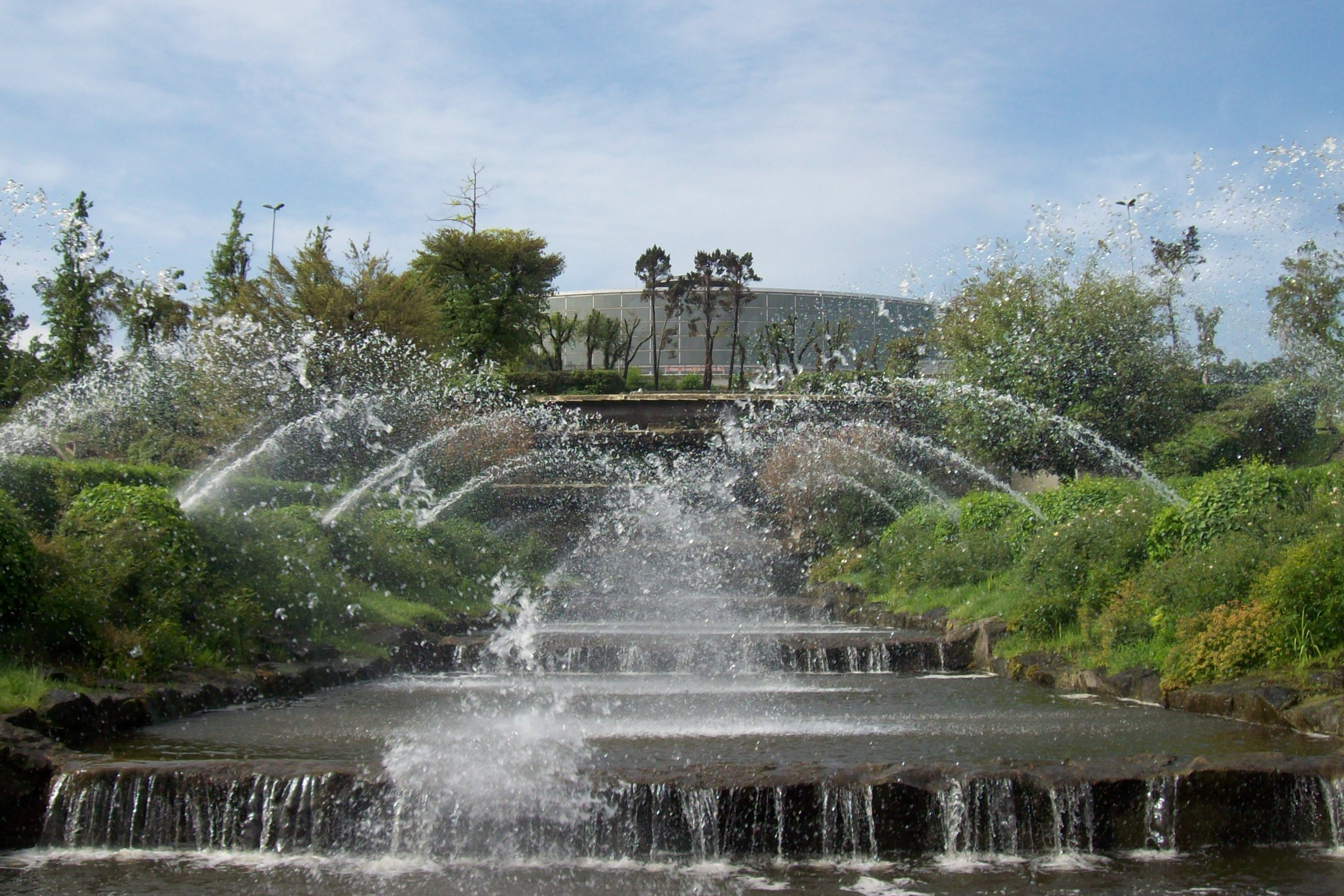
La cascata, le fontane e, sullo sfondo, il Palazzo dello Sport

Fu, ancora, De Vico nel dopoguerra a seguire il progetto, di concerto con l’ingegnere Giorgio Biuso, direttore dei servizi di architettura e urbanistica dell’Ente EUR e responsabile della parte idraulica e strutturale.
La soluzione adottata fu un bacino artificiale di circa un chilometro di lunghezza, ortogonale all'asse del tracciato della via Imperiale – arteria concepita per collegare Roma al Lido e che nel dopoguerra fu realizzata con il nome di via Cristoforo Colombo – e la cui larghezza varia da un minimo di 60 a un massimo di 130 m per una superficie totale di poco più di 80000 m²; la profondità è variabile dai due ai quattro metri.
Nel parco circostante il lago sorgono diverse infrastrutture costruite in occasione dei giochi olimpici che Roma ospitò nel 1960: sulla collina che sovrasta il lago si trova il Palazzo dello Sport (1958-60), opera di Pier Luigi Nervi e Marcello Piacentini, mentre sul fronte nord occidentale del bacino si trova la Piscina delle Rose (idem), che ospitò alcune gare del torneo olimpico di pallanuoto.
In particolare, la vista prospettica lungo l’asse di via Cristoforo Colombo con le spalle alla città mostra il Palazzo dello Sport che sovrasta una cascata, tributaria del lago, e una serie di fontane e cascate laterali più piccole.
Tali opere, che furono sottoposte a una prima ristrutturazione nel 2003 e un’altra più approfondita a fine decennio, hanno il duplice scopo di garantire il necessario apporto di ossigeno all’ecosistema costituito dal laghetto, nonché, in connessione con il sistema idrico del quartiere facente capo al serbatoio piezometrico noto come il Fungo, assicurare l’approvvigionamento d’acqua agli impianti antincendio dei manufatti limitrofi e a quelli di innaffiamento del parco.

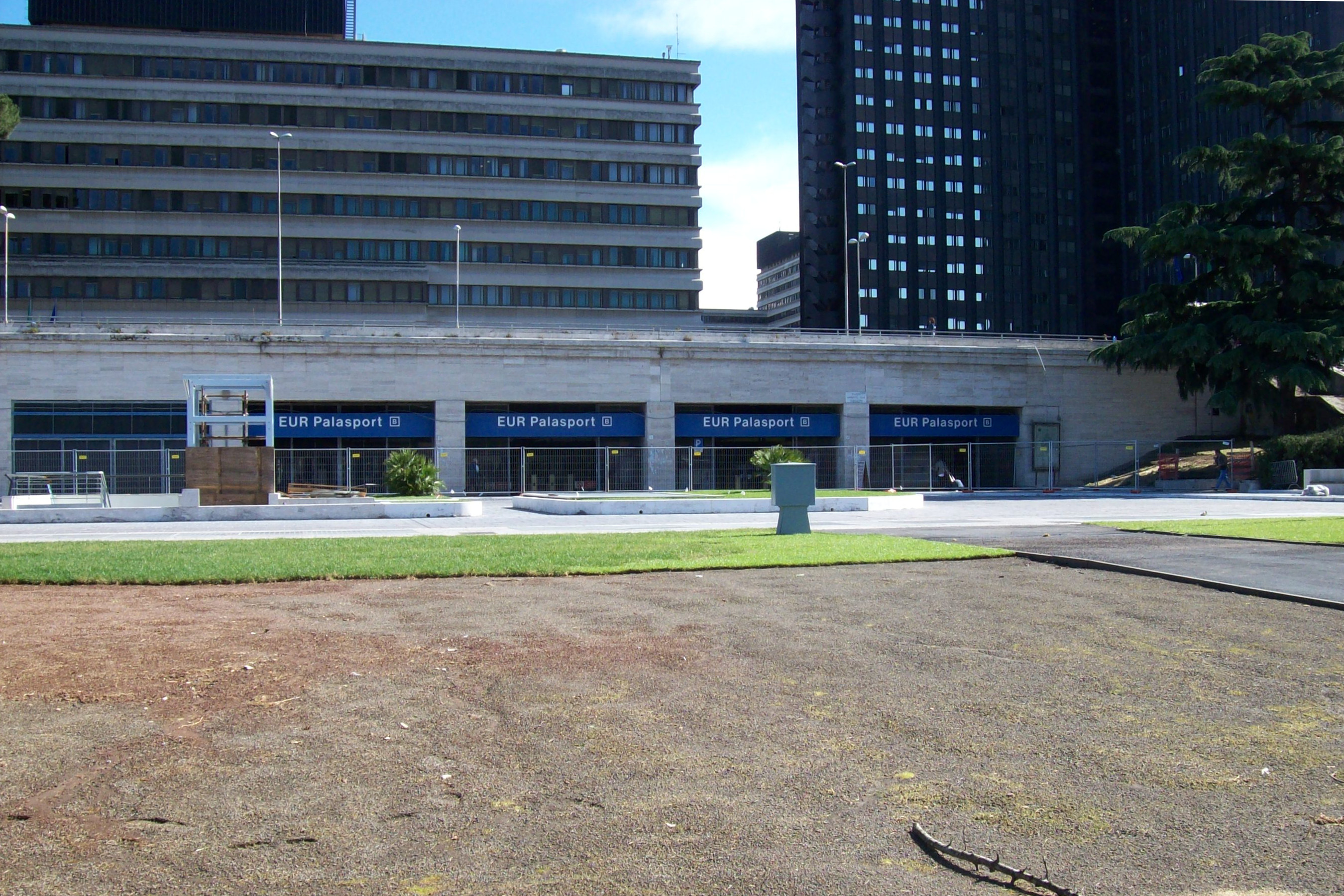
La fermata metro EUR Palasport

I due lati corti del laghetto sono delimitati a sud-est dal palazzo della direzione generale dell’ENI (1959-62) e a nord-ovest da viale Umberto Tupini e il palazzo della banca UniCredit (già quartier generale del Banco di Roma).
La strada pedonale e ciclabile che attraversa il parco si chiama Passeggiata del Giappone in onore di tale Paese il cui allora primo ministro, Nobusuke Kishi, in visita ufficiale in Italia nel luglio 1959, donò a Roma a nome del proprio governo 2500 sakura (Prunus serrulata), ciliegi giapponesi da fiore, molti dei quali piantati proprio nel parco dell'EUR.
Al riguardo, è invalsa da qualche anno l'abitudine di celebrare anche a Roma un'usanza tipicamente nipponica, l’hanami (ovvero “ammirazione dei fiori”), che avviene nel periodo di fioritura dei sakura (metà marzo – inizio aprile) e consiste nel passeggiare sotto tali alberi e sovente consumare un pic nic all'ombra degli stessi; non manca chi celebra l’hanami vestendo il kimono, abito tradizionale del Giappone.
La realizzazione dell’originario progetto dell’acquario iniziò nel 2008 con i lavori per la costruzione del Mediterraneum a cura di EUR Spa; la struttura, che sorge lungo il bordo settentrionale del lago, ha una superficie di circa 14000 m²; inizialmente prevista per giugno 2012, l'apertura fu rinviata di un anno per problemi tecnici ma, al 2024, l'impianto non è ancora disponibile al pubblico.
Sempre lungo il bordo settentrionale del parco, in viale America, si trovano due fermate della linea B della metropolitana di Roma: EUR Palasport (originariamente EUR Marconi), alla destra di via Cristoforo Colombo, ed EUR Fermi alla sinistra della stessa strada; le due stazioni distano meno di 200 metri tra di esse ed entrarono entrambe in esercizio il 9 febbraio 1955, giorno dell'inaugurazione del primo tratto di metropolitana a Roma.

## Collegamenti
È raggiungibile dalle stazioni EUR Palasport e EUR Fermi.

## Galleria d'immagini

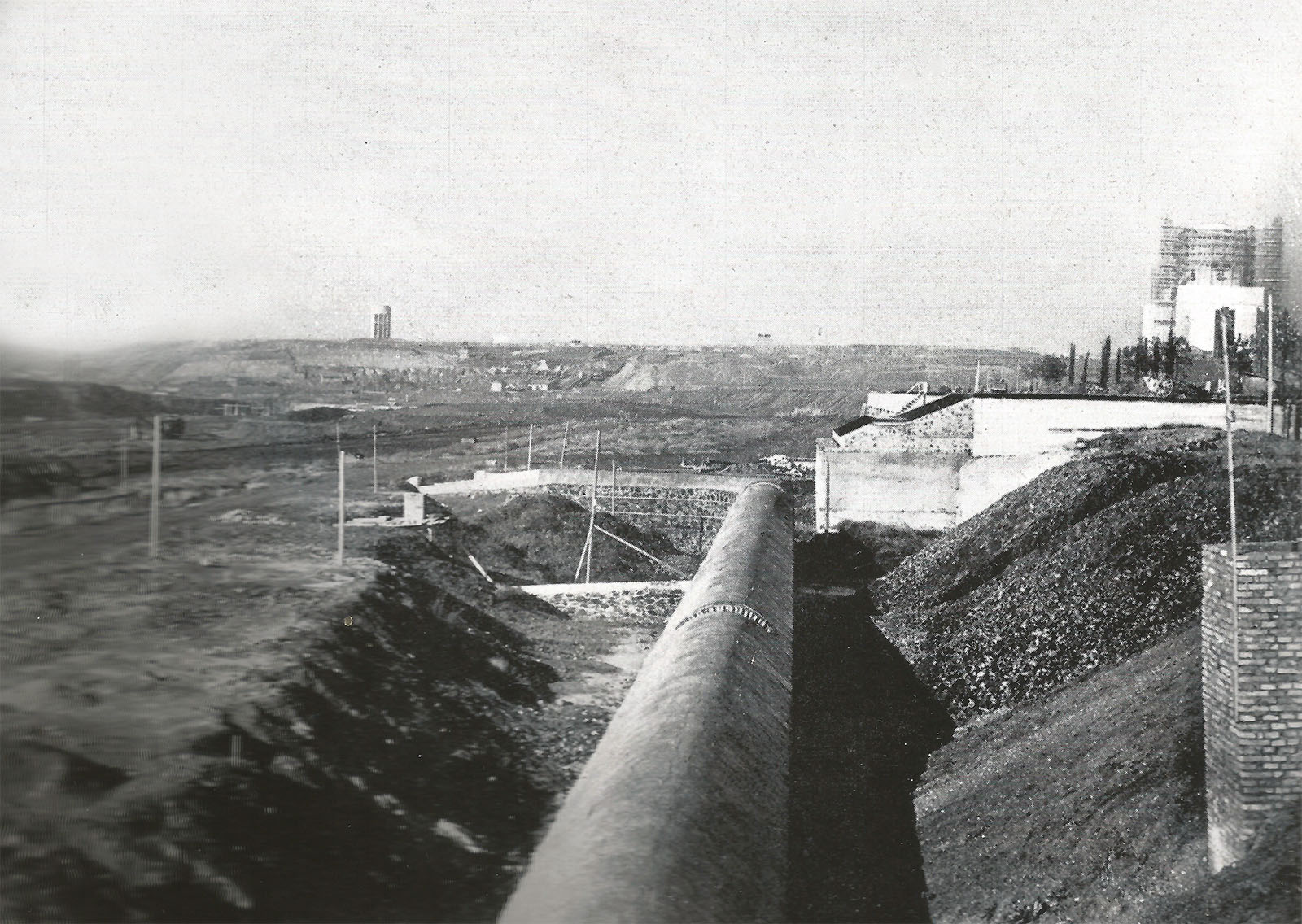
Lo scavo dell'invaso del lago nel 1940
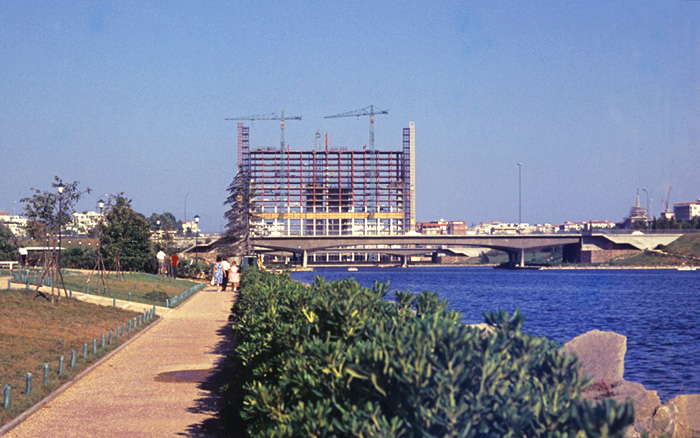
Il laghetto nel 1961; il palazzo dell’ENI è in costruzione
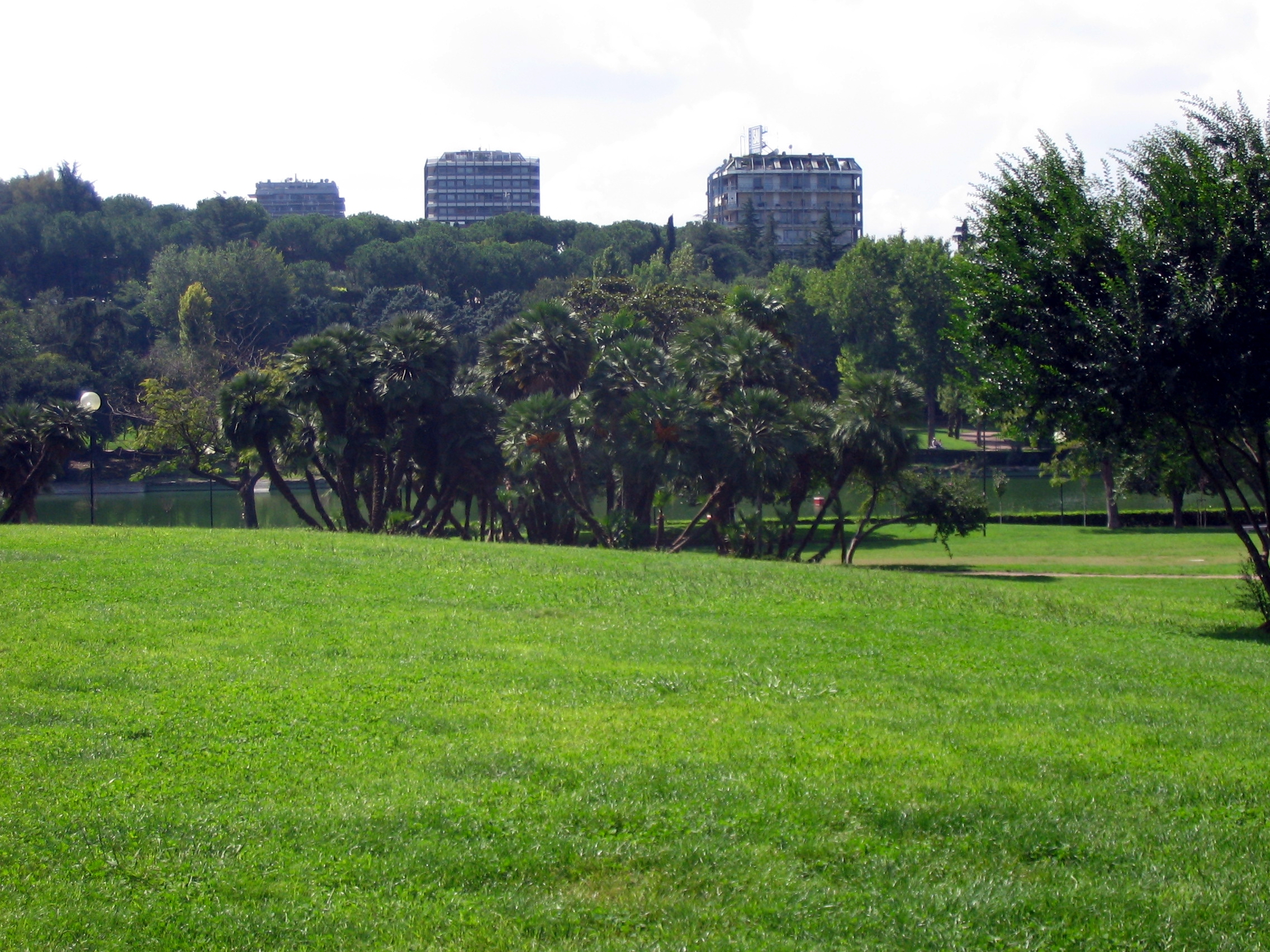
Il parco verso viale Oceania
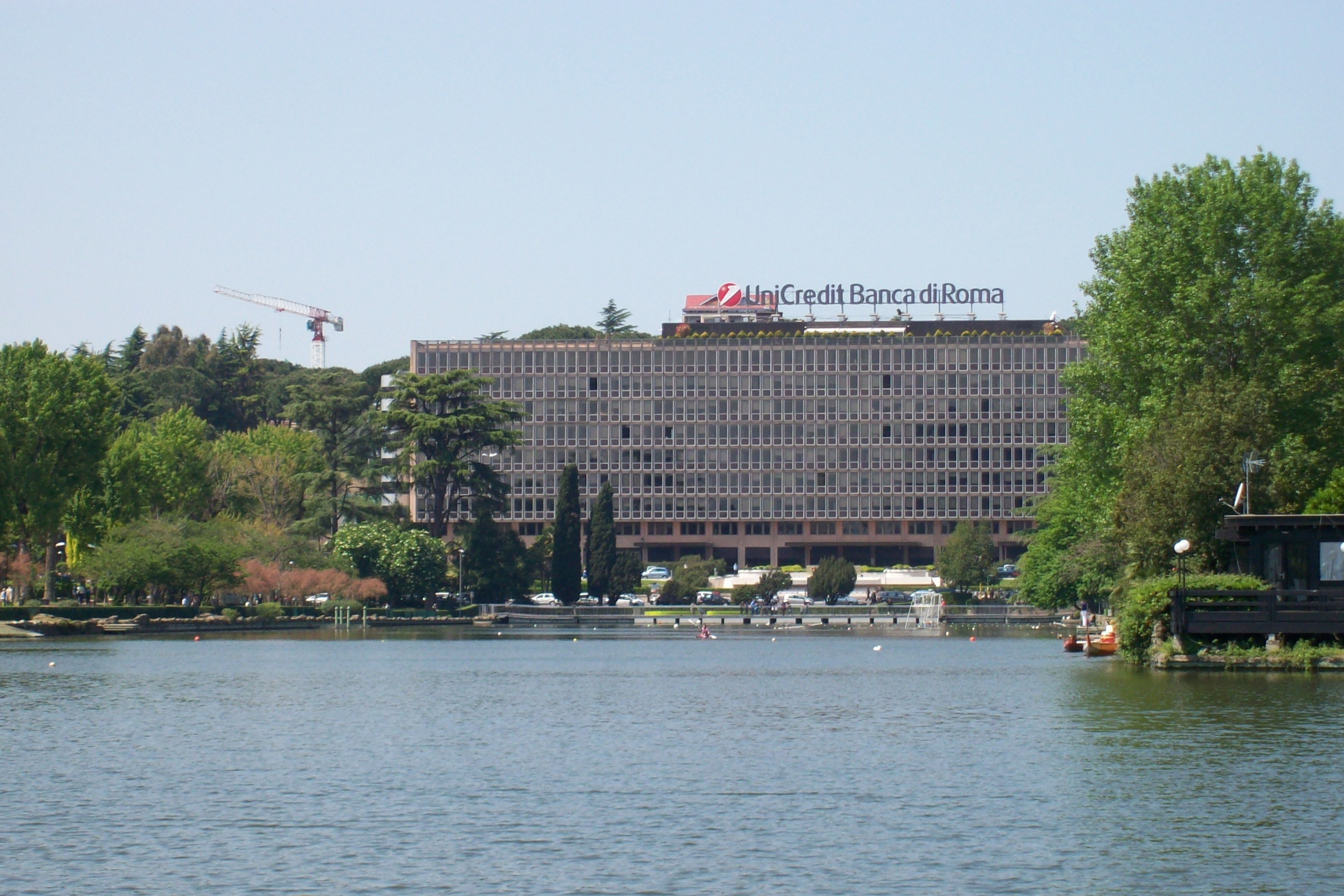
L’estremità nord-occidentale del laghetto
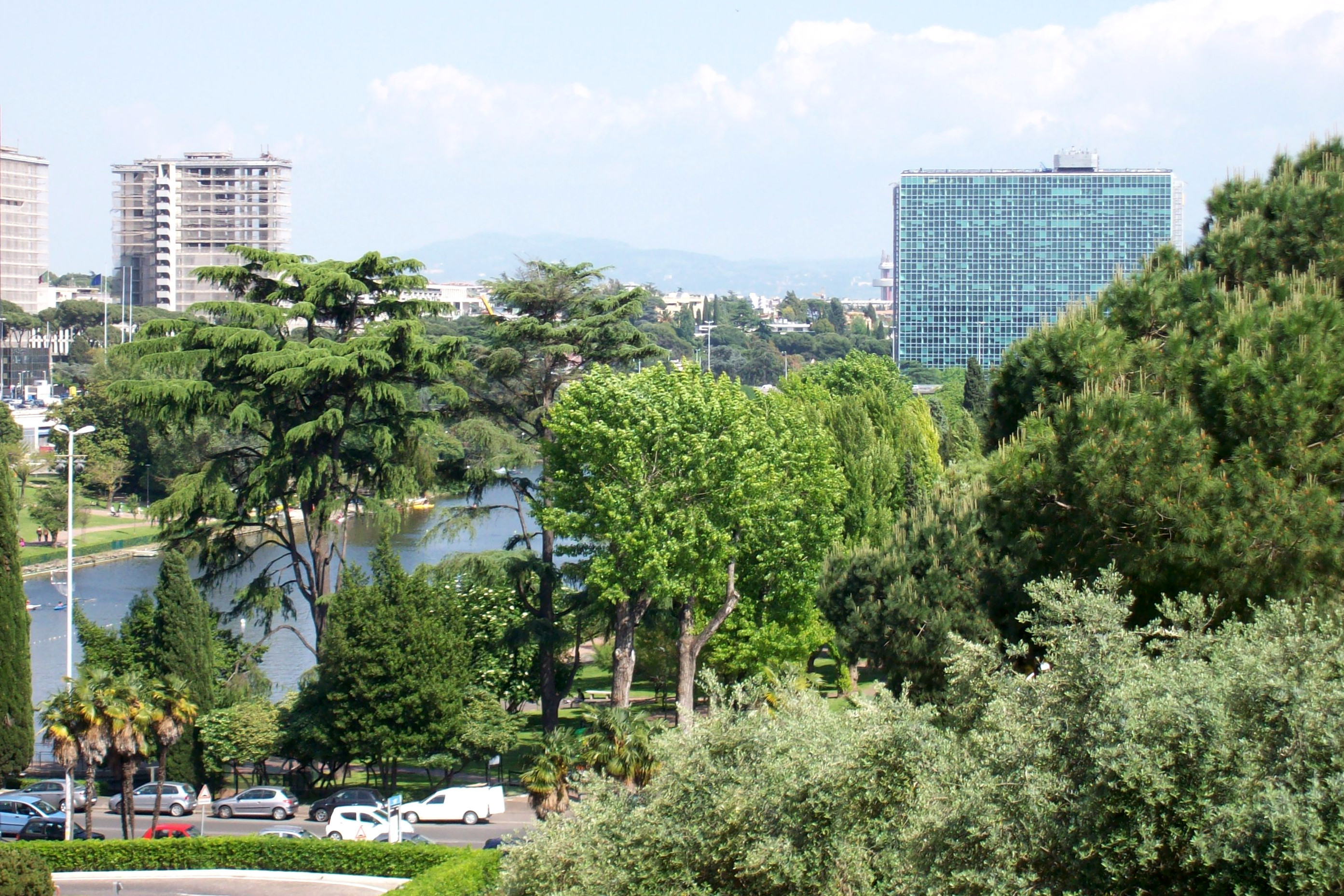
Vista dall’alto del parco e laghetto
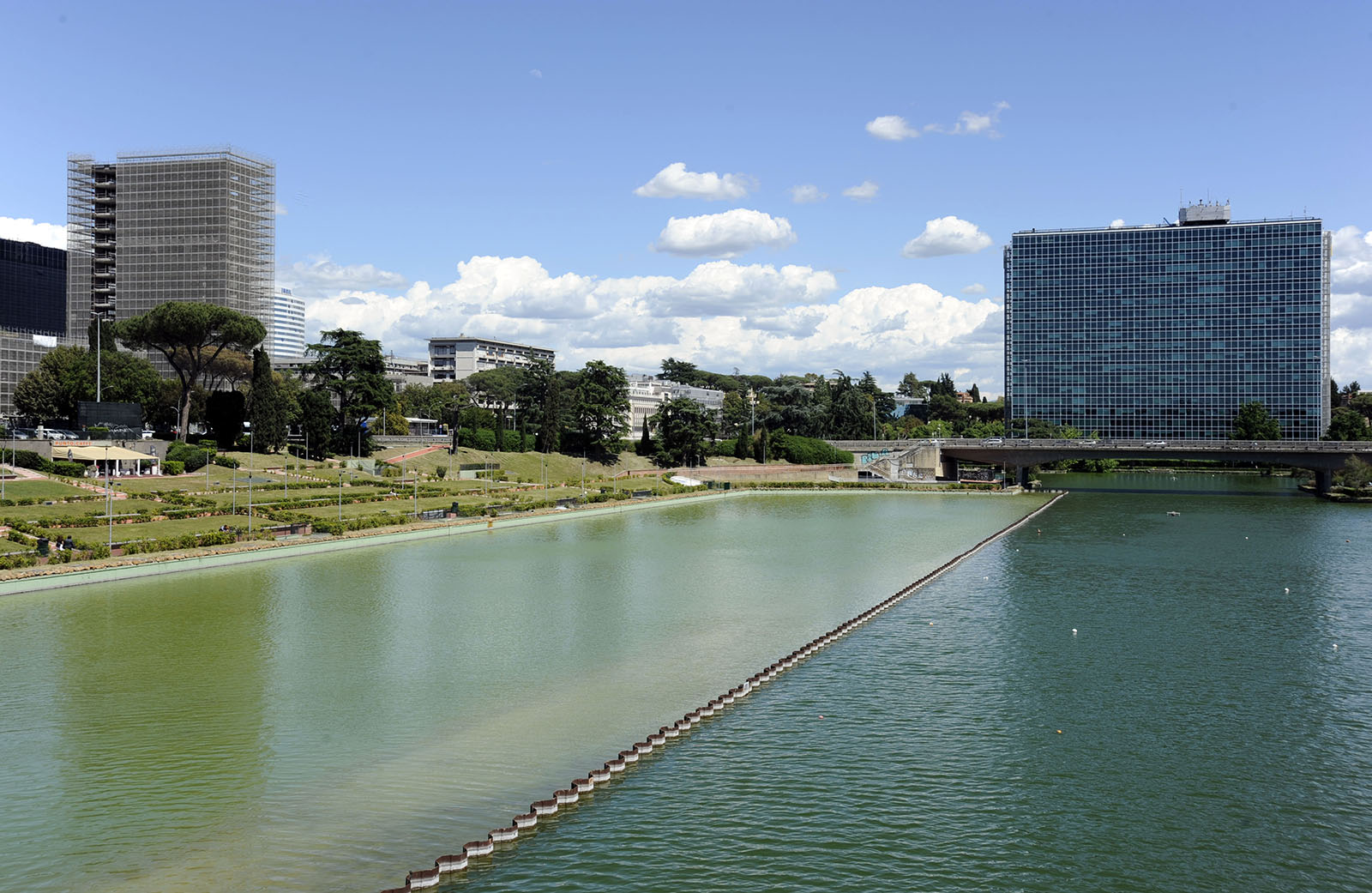
Diga realizzata per il sottostante acquario
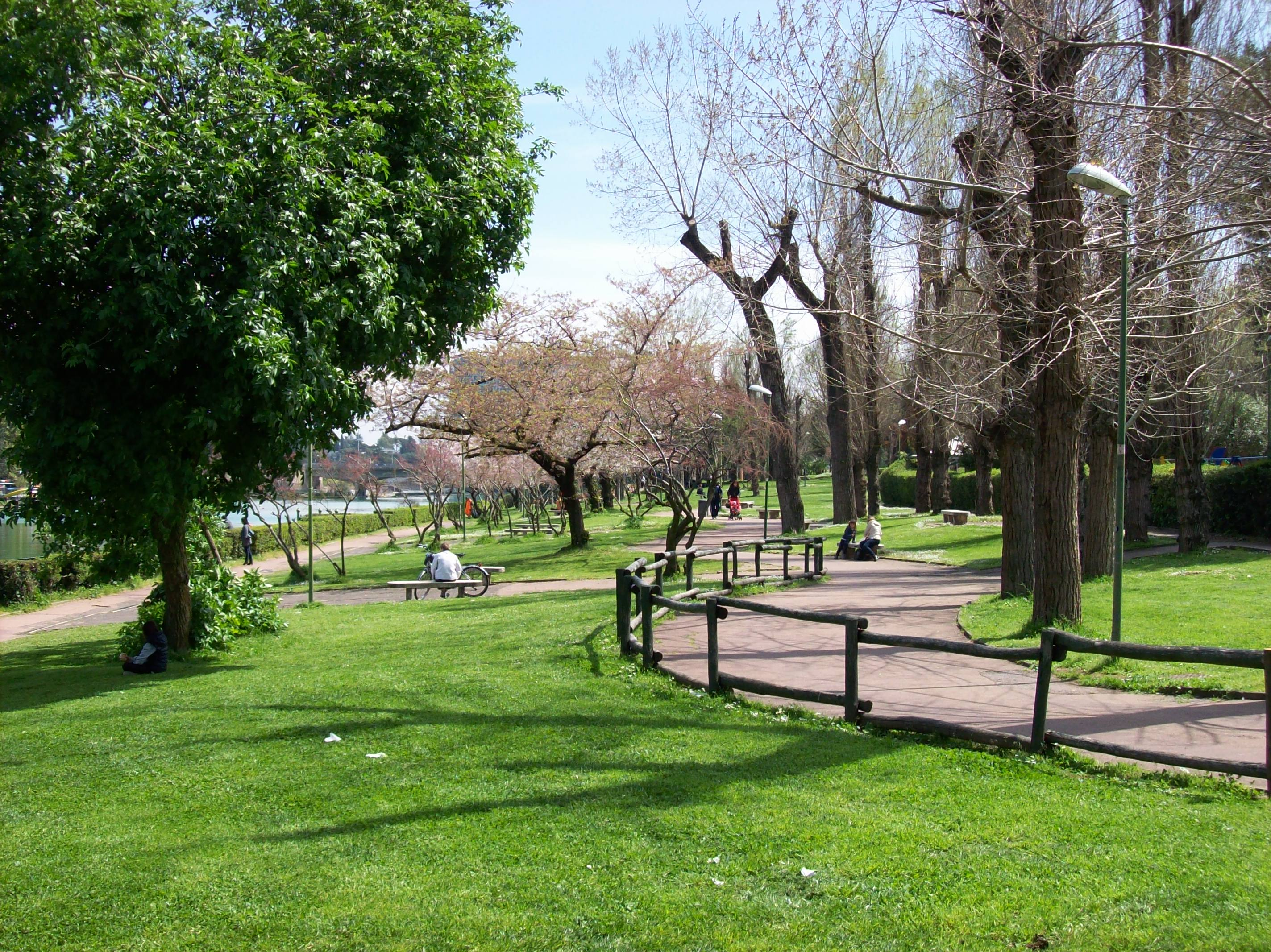
Passeggiata del Giappone
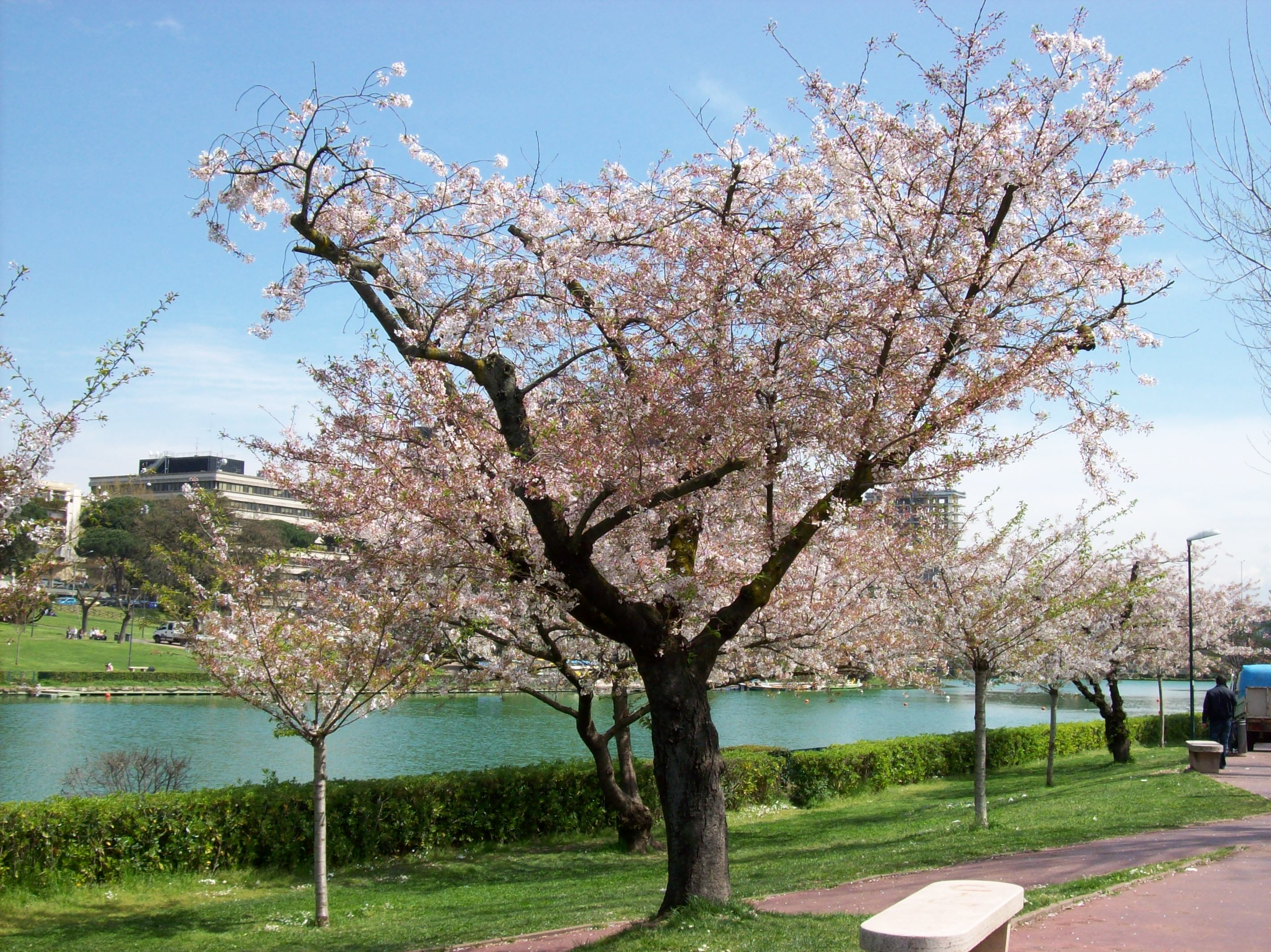
Sakura in fiore
Hanami al parco